# Charles Sheffield
Charles Sheffield (Hull, 25 juni 1935 – Silver Spring, Maryland, 2 november 2002), was een Brits sciencefictionschrijver, wiskundige en promovendus in theoretische fysica. Hij is voorzitter geweest van de Science Fiction and Fantasy Writers of America en van de American Astronomical Society.
Zijn roman The Web Between the Worlds had als hoofdthema de vervaardiging van een ruimtelift. Het boek werd ongeveer gelijktijdig uitgebracht met  The Fountains of Paradise van Arthur C. Clarke over hetzelfde onderwerp, wat beide schrijvers amuseerde.
Sheffield is een tijd hoofd wetenschap geweest van Earth Satellite Corporation, een bedrijf dat gegevens van kunstmatige satellieten analyseert. Dit resulteerde onder andere in twee populaire non-fictie boeken, Earthwatch en Man on Earth, verzamelingen van beelden van de Aarde vanuit de ruimte.
Met zijn novelle Georgia on My Mind won Sheffield de Hugo Award (1994) en Nebula Award (1993).  Hij kreeg de John W. Campbell Memorial Award in 1992 voor zijn roman Brother to Dragons.
Hij trouwde in 1997 voor de derde keer, met SF-schrijfster Nancy Kress. In 2002 overleed hij aan een hersentumor.

## Gedeeltelijke bibliografie

### Romans
Proteus serie
- Sight of Proteus (1978)
- Proteus Unbound (1989)
- Proteus in the Underworld (1995)

Heritage Universe serie
- Summertide (1990)
- Divergence (1991)
- Transcendence (1992)
- Convergence (1997)
- Resurgence (2002)

Great War serie
- Cold as Ice (1992)
- The Ganymede Club (1995)
- Dark as Day (2002)

Jupiter Novels
- Higher Education (1995)
- The Billion Dollar Boy (1997)
- Putting Up Roots (1997)
- The Cyborg from Earth (1998)
- Starswarm (1998)
- Outward Bound (1999)

Aftermath serie
- Aftermath (1998)
- Starfire (1999)

Overige romans
- The Web Between The Worlds (1979)
- My Brother's Keeper (1982)
- Between the Strokes of Night (1985)
- The Nimrod Hunt (1986, herzien als The Mind Pool, 1993)
- Trader's World (1988)
- Brother to Dragons (1992)
- Godspeed (1993)
- Tomorrow and Tomorrow (1997)
- The Spheres of Heaven (2001)

### Non-Fictie
- The Borderlands of Science (1999)

- Bibsys: 90185741
- Biblioteca Nacional de España: XX1646030
- Bibliothèque nationale de France: cb11924635j (data)
- CiNii: DA00764843
- Gemeinsame Normdatei: 133727882
- International Standard Name Identifier: 0000 0001 1068 1880
- Library of Congress Control Number: n79143786
- Bibliotheek van het Japanse parlement: 00456314
- Nationale Bibliotheek van Tsjechië: xx0084230
- Nationale Bibliotheek van Israël: 987007460330505171
- Nationale en Universitaire bibliotheek Zagreb: 000252257
- Nederlandse Thesaurus van Auteursnamen: 069780412
- Istituto Centrale per il Catalogo Unico: CFIV007349
- SNAC: w6gr11fc
- Système universitaire de documentation: 027136507
- Virtual International Authority File: 66473514
- WorldCat: E39PBJrmd76pKg4dt74DK4WxDq